# 栂野泰二
栂野 泰二（とがの たいじ、1926年1月3日 ‐ 2002年2月14日） は、日本の政治家。日本社会党衆議院議員（2期）。弁護士。

## 経歴
島根県出身。旧制広島高校を経て1950年東京大学法学部政治学科卒。司法試験合格後、日本生協連合会などの顧問弁護士を務める。1976年の第34回衆議院議員総選挙で郷里の島根県から日本社会党公認で立候補して当選する。1979年の第33回衆議院議員総選挙で落選。1980年の第35回衆議院議員総選挙で復帰。1983年の第36回衆議院議員総選挙で落選し、政界を引退した。2002年死去。